# Smiřice
Smiřice (en allemand : Smirschitz) est une ville du district de Hradec Králové, dans la région de Hradec Králové, en République tchèque. Sa population s'élevait à 2 969 habitants en 2022.

## Géographie
Smiřice se trouve à 11 km au nord du centre de Hradec Králové et à 105 km à l'est-nord-est de Prague.

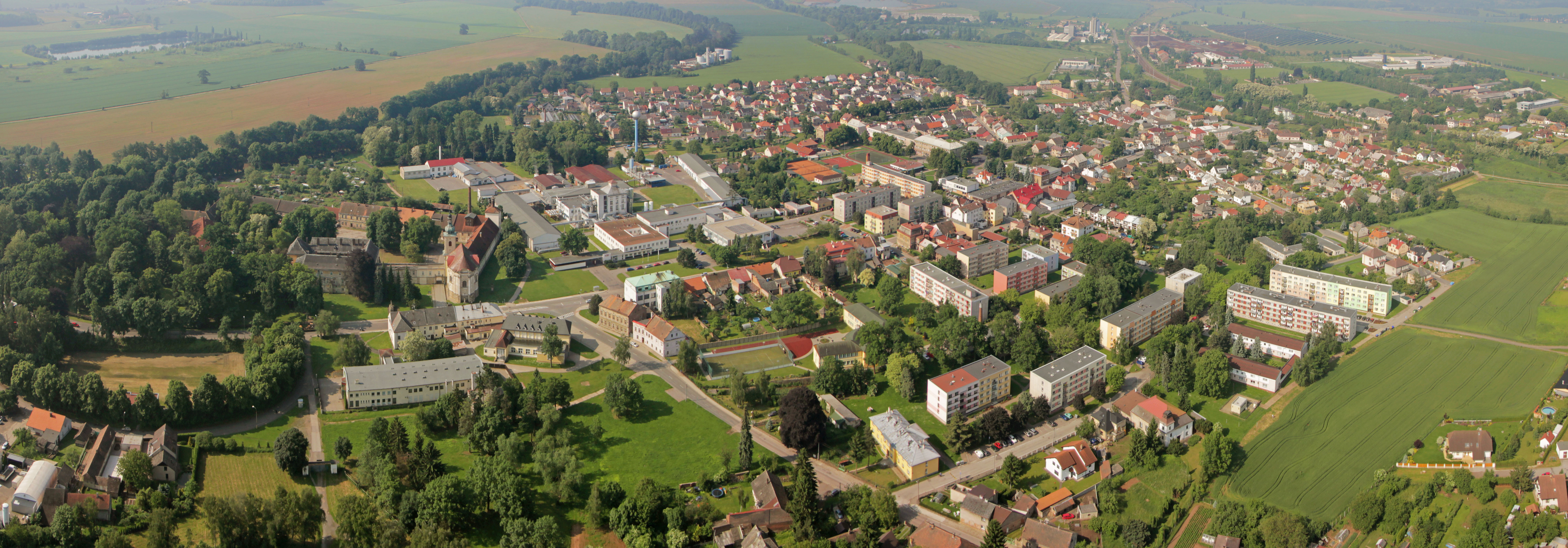
Vue aérienne oblique de Smiřice.

La commune est limitée par Habřina, Holohlavy et Černožice au nord, par Vlkov et Smržov à l'est, par Skalice et Lochenice au sud, et par Sendražice et Račice nad Trotinou à l'ouest.

## Histoire
La première mention écrite de la ville date de 1361.

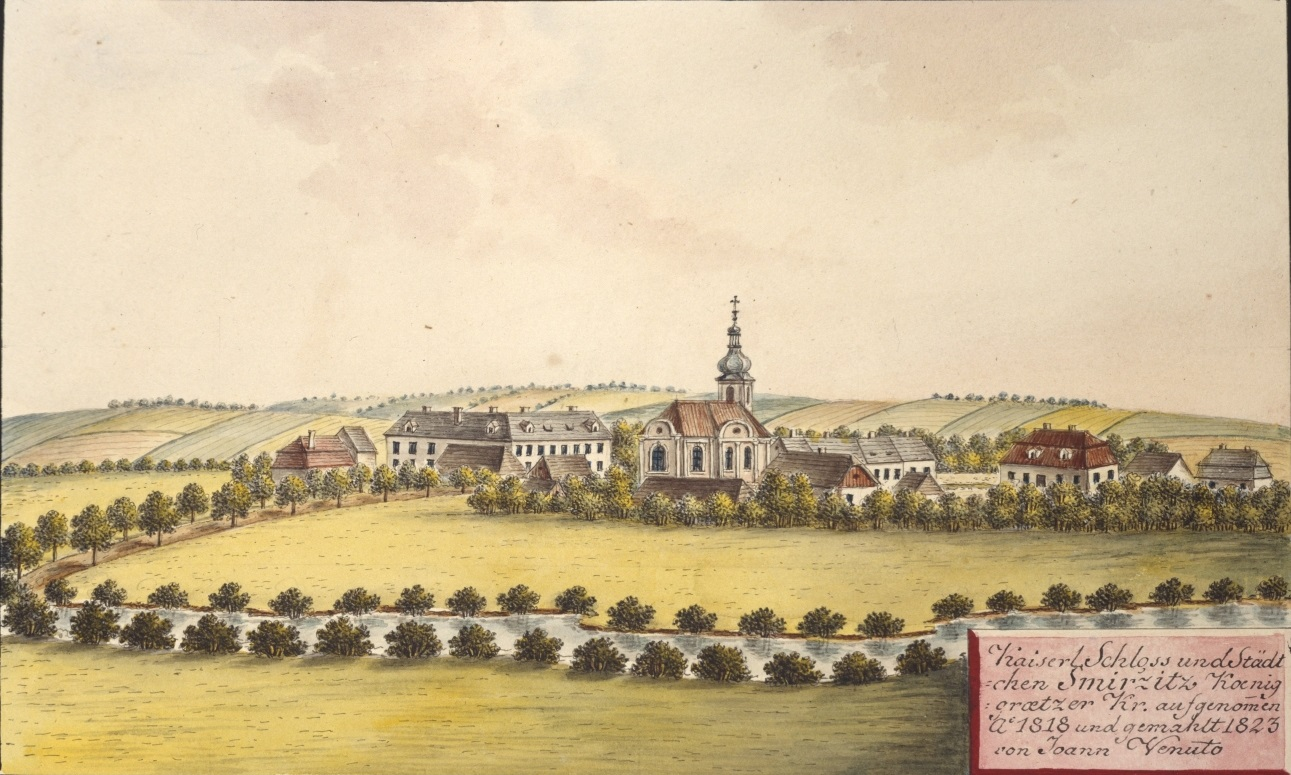
Smiřice, en 1823, par Joann Venuto.

## Administration
La commune se compose de trois sections :
- Rodov
- Smiřice
- Trotina

## Galerie

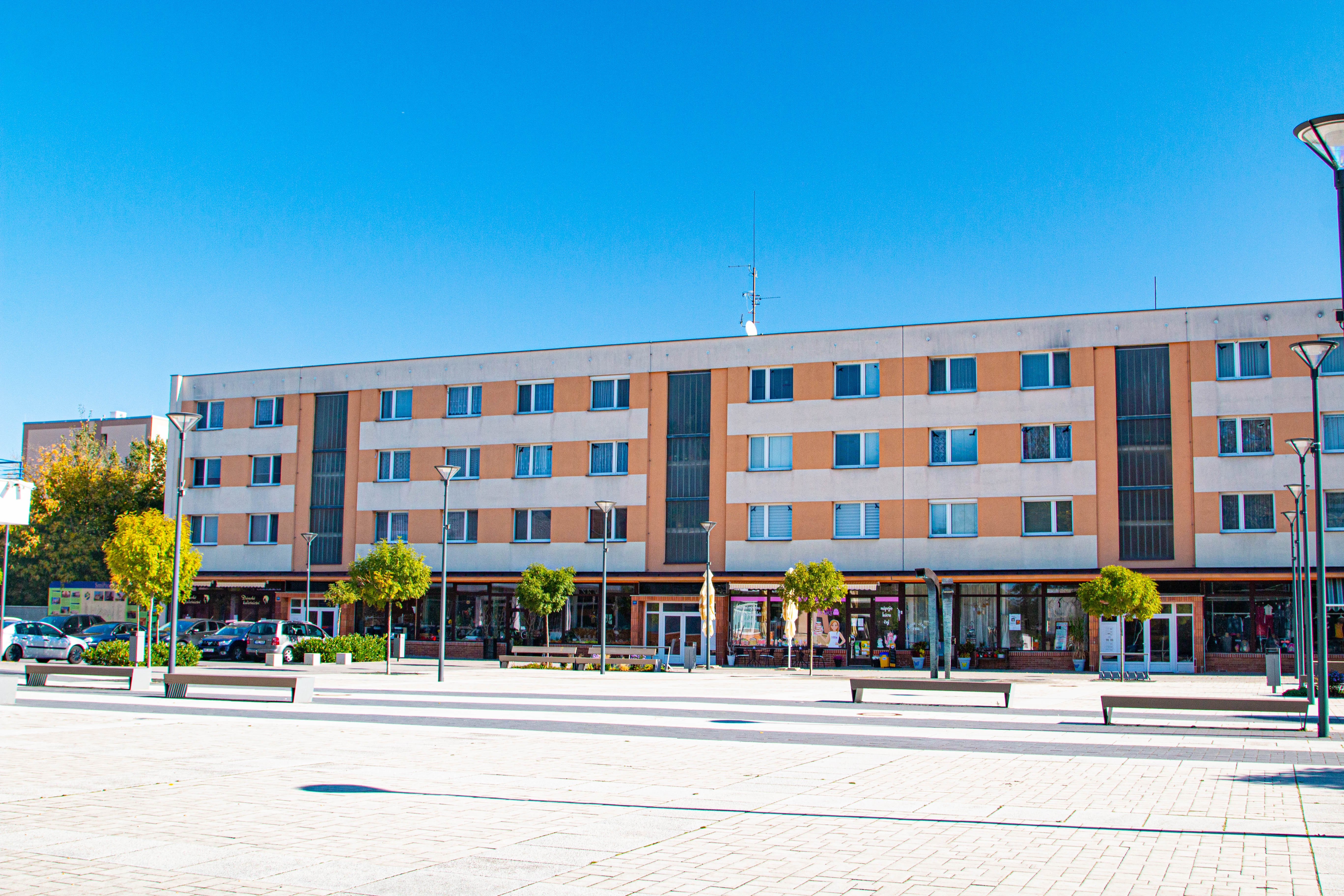
Place de la Paix.
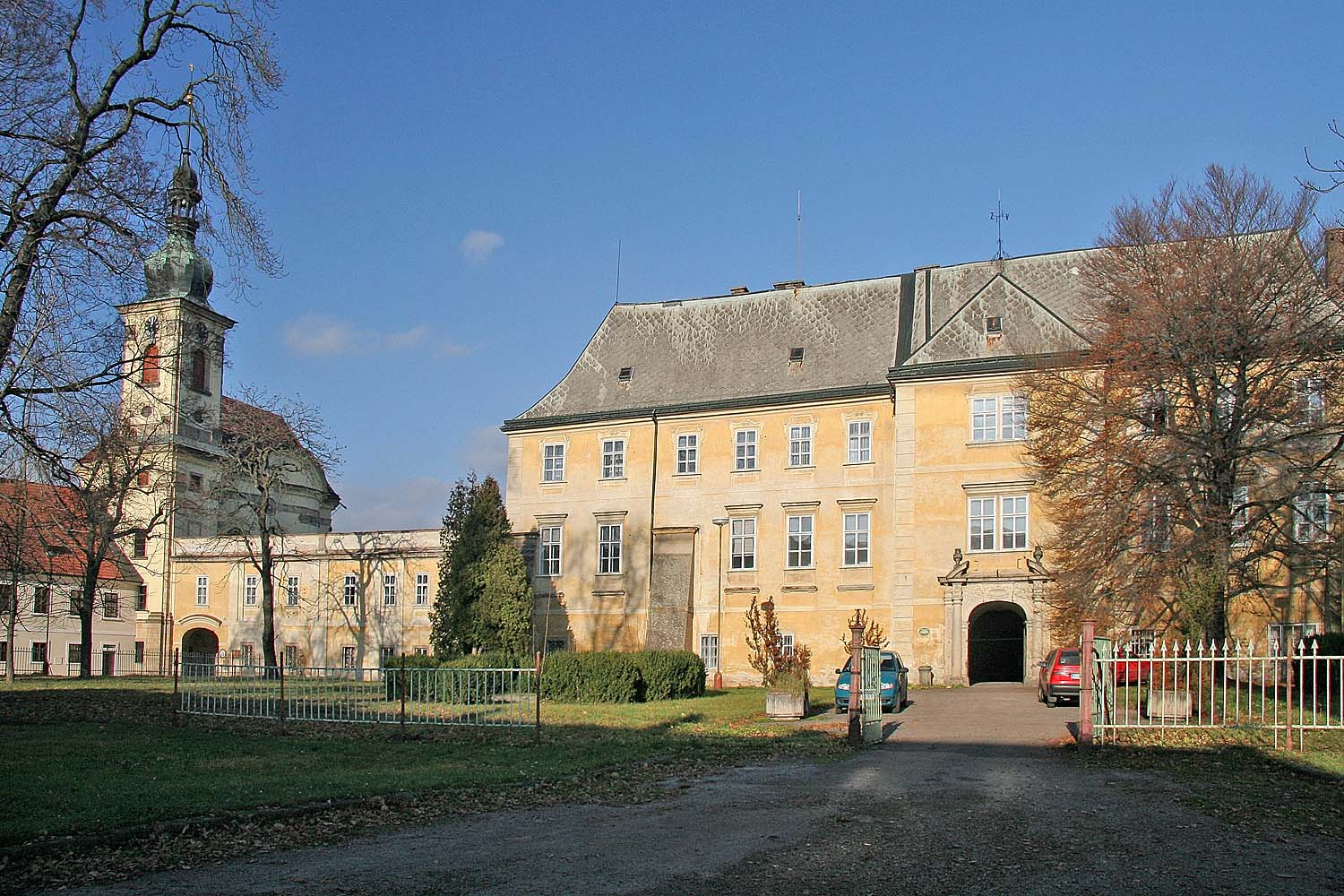
Château de Smiřice.

## Transports
Par la route, Smiřice trouve à 9,7 km de Jaroměř, à 14 km de Hradec Králové et à 126 km de Prague. 